# Pe

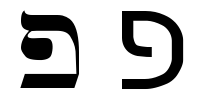
Pe

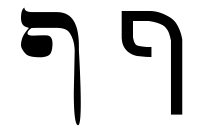
Pe final

Pe (פ) este a șaptesprezecea literă din alfabetul ebraic. Aceasta își are originile în litera omonimă a alfabetului fenician, , care era la rândul ei o reprezentare grafică simplificată a unei guri. Din acest motiv ea este pronunțată /pe/ (ebr. פה gură). Are valoarea numerică 80.